# Marselis Boulevard
Marselis Boulevard er en stor vej syd for Frederiksbjerg i Aarhus, der samtid markerer grænsen til Marselisborgkvarteret. Boulevarden forbinder Åhavevej i vest med havnen i øst og skaber derved en direkte forbindelse mellem den Østjyske Motorvej og Aarhus Havn. Langs nordsiden af Marselis Boulevard er der flere karréer og fire 14 etagers højhuse. På sydsiden ligger flere store villaer fra starten af 1900-tallet.
Strækningen indeholder foruden Amtsgården, der er opført omkring 1942, tre arkitektonisk interessante boligbebyggelser, alle påbegyndt sidst i 1930erne, men anlægstypisk helt forskellige. Øst for Hendrik Pontoppidans Gade ligger Strandparken, den første stokbebyggelse i Aarhus, og vest for samme gade en helt lukket karré med fællesareal i midten.

## Historie
Den første del af Marselis Boulevard, fra Dalgas Avenue til Strandvejen, blev anlagt i 1909-10 i forbindelse med Landsudstillingen, og er opkaldt efter en hollandske købmand Gabriel Marselis, der var den først ejer af Marselisborg i Marselis-slægten, den hollandske købmands-slægt Marselis, som bl.a. ejede baroniet Marselisborg i området fra 1684 til 1699.
Marselis Boulevard følger den byplan som stadsingeniør Charles Ambt og arkitekt Hack Kampmann udarbejdede i 1898 og udgør en betydningsfuld del af den omfattende plan, som byen fik gennemført i begyndelsen det 20. århundrede. Boulevarden er planlagt som en del af en ydre ringgade og krummer svagt.

## Trafik
Marselis Boulevard har tidligere været gennem nogle trafikale omlægninger, der har medført fredeliggørelsen af nogle af de tilstødende gader, hvilket har resulteret i mere trafik på Marselis Boulevard. Som en del af den direkte forbindelse mellem motorvej og havn, har Marselis Boulevard en meget stor koncentration af lastbiler og andre tunge køretøjer.
Herunder er der en tabel over døgntrafikken af tunge køretøjer på Marselis Boulevard.
| År   | Antal |
| 1997 | 1005  |
| 1998 | 962   |
| 1999 | 983   |
| 2000 | 4449  |
| 2001 | 4350  |
| 2002 | 4110  |
| 2003 | 3211  |
| 2005 | 3673  |
| 2006 | 4378  |
| 2007 | 5415  |

### Marselistunnelen
Der har i flere år været forskellige forslag om at bygge en tunnel under Marselis Boulevard, som sammen med en udbygning af Åhavevej vil give en bedre forbindelse gennem Aarhus fra motorvejen til havnen. Allerede i forbindelse med finansloven for 2004 blev et flertal i Folketinget enige om, at staten skulle bidrage til projektet. 
Hvis projektet bliver gennemført, indbærer det at Århus Syd Motorvejen føres under Ringvejen og forbindes med Åhavevej, så der bliver forbindelse fra Aarhus Havn til Sicilien uden lysregulerede kryds. 
Tunnelen bygges i 2 etaper, hvor først de nordlige spor på Marselis Boulevard lukkes og derefter de sydlige. Marselis Boulevard retableres, så boulevardkarakteren fastholdes og forstærkes med beplantning og belysning. Der, hvor boulevarden i dag krydses af f.eks. Stadion Allé og Dalgas Avenue, gøres en indsats for, at disse gamle kryds fortsat kan genkendes. 